# Шинтеу (комуна)
Шинтеу (рум. Șinteu) — комуна у повіті Біхор в Румунії. До складу комуни входять такі села (дані про населення за 2002 рік):
- Валя-Тирней (408 осіб)
- Сочет (129 осіб)
- Хута-Войвозь (213 осіб)
- Шинтеу (537 осіб) — адміністративний центр комуни

Комуна розташована на відстані 408 км на північний захід від Бухареста, 45 км на схід від Ораді, 91 км на північний захід від Клуж-Напоки.

## Населення
За даними перепису населення 2002 року у комуні проживали 1287 осіб.
Національний склад населення комуни:
| Національність | Кількість осіб | Відсоток |
| -------------- | -------------- | -------- |
| словаки        | 1264           | 98,2%    |
| румуни         | 19             | 1,5%     |
| угорці         | 4              | 0,3%     |

Рідною мовою назвали:
| Мова      | Кількість осіб | Відсоток |
| --------- | -------------- | -------- |
| словацька | 1266           | 98,4%    |
| румунська | 17             | 1,3%     |
| угорська  | 4              | 0,3%     |

Склад населення комуни за віросповіданням:
| Релігія                                       | Кількість осіб | Відсоток |
| --------------------------------------------- | -------------- | -------- |
| римо-католики                                 | 1269           | 98,6%    |
| православні                                   | 16             | 1,2%     |
| лютерани (Синодально-пресвітеріанська церква) | 1              | 0,1%     |
| не вказали релігію                            | 1              | 0,1%     |